# Куписнике

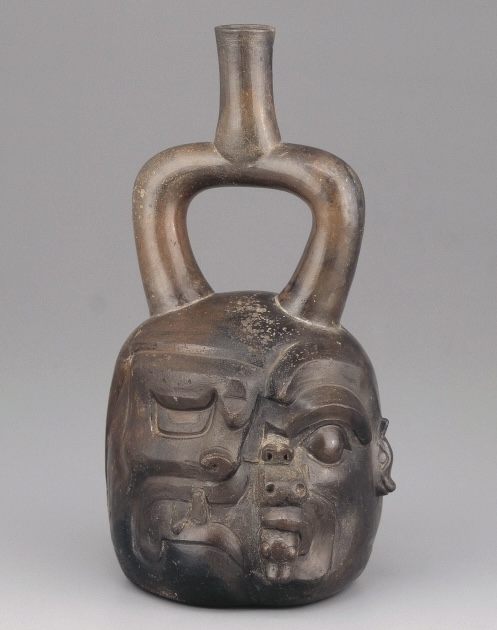
Керамика Куписнике

Куписнике (исп. Cupisnique) — доколумбова культура, существовавшая на территории тихоокеанского побережья Перу в период примерно 1500—1000 годов до н. э. (о проблемах датировки и терминологии см. ниже). Характерным для Куписнике является особый стиль глинобитной архитектуры. В то же время, у неё было немало общих художественных и религиозно-символических характеристик с Чавинской культурой, существовавшей на этой же территории в более поздний период.

## Куписнике и Чавин
Взаимосвязь между Куписнике и Чавином ещё пока однозначно не понята; в некоторых исторических работах термины Чавин и Куписнике являются взаимозаменяемыми. Алана Корди-Коллинз (Alana Cordy-Collins) рассматривает Куписнике как культуру, существовавшую в 1000—200 гг. до н. э., то есть отождествляет её с Чавинской культурой. С другой стороны, Идзуми Симада считает, что Куписнике является возможным предком культуры Мочика (Моче) и не упоминает Чавин. Анна К. Рузвельт (Anna C. Roosevelt) пишет о «прибрежных признаках Чавина… в которых доминирует стиль Куписнике».

### Раскопки нового храма в 2008 году

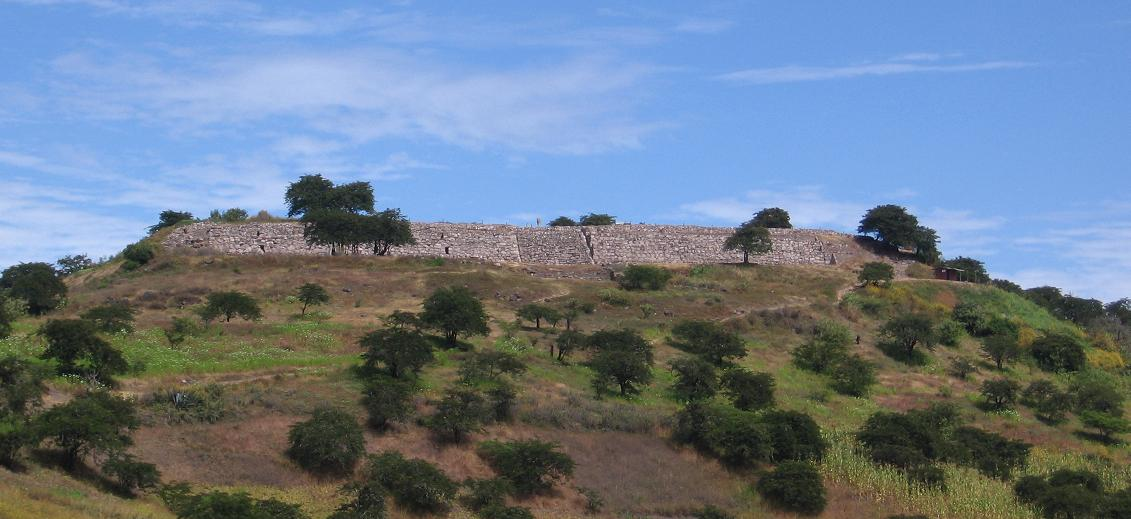
Храм Кунтур-Уаси

В 2008 году в долине Ламбайеке был обнаружен глинобитный храм культуры Куписнике, который получил условное название «Кольюд» (Collud). В храме имеется изображение бога-паука, предположительно отвечавшего за дожди, охоту и войну. У бога — шея и голова паука, рот крупного кота и клюв птицы.
Этот храм помогает раскрыть взаимосвязь между Куписнике и Чавином, потому что позже чавинцы построили ещё один храм неподалёку. Оба храма имеют очень похожие стиль и иконографию.
По словам лидера экспедиции Вальтера Альва (Walter Alva), «Куписнике и Чавин имеют тех же богов и те же архитектурные и художественные формы».